# Lara Peake
Lara Peake (* 4. August 1998 in Southwark) ist eine britische Schauspielerin.

## Leben und Karriere
Peake wurde am 4. August 1998 in Southwark geboren. Sie besuchte ein Schauspielworkshop namens Inspire Academy. Ihr Debüt gab sie 2014 in dem Film Bypass.  Anschließend spielte sie 2016 in Spaceship mit.
Im selben Jahr trat die in einer Folge in Damned auf. Unter anderem spielte sie 2017 in How to Talk to Girls at Parties mit. Außerdem wurde Peake für die Serie Born to Kill gecastet. Danach setzte sie 2018 ihre Karriere in Final Score fort. 2023 bekam Peake in dem Film How to Have Sex eine Hauptrolle.

## Filmografie
Filme
- 2014: Bypass
- 2016: Spaceship
- 2017: How to Talk to Girls at Parties
- 2017: The Marker
- 2018: Final Score
- 2023: How to Have Sex

Serien
- 2016: Damned
- 2017: Tracey Ullman's Show
- 2017: Born to Kill
- 2020: The English Game
- 2020: Brave New World
- 2022: Mood
- 2024: Rivals
- 2025: Reunion